# Pinokio (powieść)
Pinokio (wł. Le avventure di Pinocchio) – powieść dla dzieci z gatunku fantasy autorstwa Carla Collodiego, której głównym bohaterem jest drewniany pajacyk o imieniu Pinokio. 
Powieść ukazywała się w odcinkach w latach 1881–1883, początkowo jako Storia di un burattino (Historie marionetki). W pełnej wersji książkowej wydano ją w 1883 roku. Zaliczana jest do klasyki literatury dziecięcej. W Polsce publikowano jej przekłady również pod tytułami: 
- Przygody pajaca: Powieść dla dzieci
- Pinokio: Przygody drewnianego pajaca

## Treść
Powieść ukazuje historię Pinokia, drewnianego pajacyka wystruganego przez szewca Dżeppetto. Pajac ożył i od pierwszych chwil okazał się krnąbrnym, nieposłusznym i egoistycznym chłopcem. Dżeppetto, a także jego przyjaciele – Wróżka o Błękitnych Włosach i Mówiący Świerszcz, starają się go wychować i sprowadzić na dobrą drogę. Jednak Pinokio spotyka na swojej drodze także postacie niegodziwe, które namawiają go do złych rzeczy – takie jak Lis i Kot czy jego szkolny kolega Knot. Początkowo daje się im zwodzić i ponosi za to kary (traci złote monety, zamienia się w osła). Stopniowo jednak zaczyna rozumieć, jaki jest zły i samolubny. Po wielu dramatycznych przygodach powraca do majstra Dżeppetto i Wróżki, stając się dobrym pajacykiem. W nagrodę za tę przemianę spełnione zostaje jego marzenie: staje się prawdziwym człowiekiem.

## Nawiązania w kulturze
Powieść Pinokio wielokrotnie była adaptowana na potrzeby teatru i filmu. Najbardziej znana była animowana ekranizacja disneyowska z 1940 roku. W 1905 roku Otto Julius Bierbaum napisał własną wersję przygód lalki Zäpfel Kerna, wzorowaną na Pinokiu, a w 1936 roku Aleksiej Tołstoj stworzył dla odbiorcy radzieckiego postać Buratino. Na podstawie opowieści Collodiego powstała też baśń muzyczna Pinokio z muzyką Włodzimierza Korcza.

### Ważniejsze ekranizacje
- Przygody Pinokia – włoski pełnometrażowy film animowany z 1936 roku
- Pinokio – amerykański pełnometrażowy film animowany z 1940 roku
- Pinokio – japoński serial animowany z 1972
- Pinokio – francusko-włosko-niemiecki film fabularny z 1972 roku
- Pinokio – japoński serial animowany z 1976
- Skarbczyk najpiękniejszych bajek (Pinokio - odcinek 7) – japoński serial animowany z 1995 roku
- Pinokio – brytyjski film fabularny z 1996
- Pinokio – włosko-francusko-niemiecki film fabularny z 2002
- Pinokio – opowieść o chłopcu z drewna – włosko-brytyjski dwuczęściowy film fabularny z 2008
- Pinokio – niemiecki serial animowany z 2013 roku
- Pinokio – włoski film fantasy z 2019
- Guillermo del Toro: Pinokio – amerykańsko-meksykański film z 2022 roku zrealizowany w technice animacji poklatkowej

## Odbiór
Książką jest bardzo znaną i popularną lekturą dla dzieci.
W Polsce książkę dodano do listy lektur szkolnych już w 1959 roku (dla klasy IV); znajdowała się tam do reform z lat 1963–1970 roku. Po reformie z połowy lat 80. pozycja trafiła na listę lektur uzupełniających dla tej klasy. W latach 1999–2006 nie było listy lektur dla tych klas, ale książka ta pojawiła się znowu w propozycji lektur dla klas I–III dla roku 2007/2008. Od 2009 pozycja była lekturą dla klas IV–VI do roku 2017; wróciła na nią w roku 2021.